# Gustav Adolph Lembcke
Gustav Adolph Peter Lembcke (29. august 1844-18. september 1899) var en dansk pianist, violinist og komponist. Han var antagelig ikke i familie med digteren Edvard Lembcke. 
Kun 11 år gammel optrådte han som violinist i Casino, og han modtog siden violinundervisning af Valdemar Tofte. Fra 1859 var han violinist i Det Kongelige Kapel, fra 1868 med fast ansættelse. I 1867 modtog han Det anckerske Legat og rejste i Tyskland og Italien for at uddanne sig som komponist. Efter hjemkomsten videreuddannede han sig som pianist med bl.a. Niels W. Gade som lærer. Han var en efterspurgt kammermusiker og blev fra 1884 ansat på Det Kongelige Teater først som repetitør og fra 1888 som korsyngemester. 
Hans musikalske arv udgøres væsentligt af en række solo- og korsange, men han skrev dog også enkelte orkesterstykker. 

## Musik (ikke komplet)
- Forjættelsen (soli, kor og orkester – 1867)
- Hertug Abel (ballade for baryton og orkester – 1873)
- Vier Gesänge (klaver og sang – 1873)
- Hvorfor strax jeg Dig elsked? (tekst: Elith Reumert)
- Danmark skal staa mens Bølgerne rulle (sang, tekst: Frederik Barfod)
- Sørgemarch ved Kong Frederik den Syvendes Død
- Kantate ved Afsløringen af Den lille Hornblæser
- Fædrelandssang af Frederik Barfod (Absalon bygged Borg ved Havn – mandskor eller blæere)
- Slaget ved Isted (sang og klaver)
- Til Danmark... (sang og klaver)
- Sex Sange for en Sangstemme med Piano
- Sving din Hammer (mandskor og orkester)
- Fem Sange (1873)
- Majsang (tekst: Elith Reumert)
- Fædrelandssang ved Vaabenbrødrenes Fest i Kjøbenhavn, Den 8de April 1888 (kor)
- Til det kgl. kjøbenhavnske Skydeselskab og danske Broderskab (kor? – 1886)
- Charita (Tarantel for tenor og klaver)
- Holder du af mig (tekst: Bjørnson)
- Rosenknoppen (tekst: H.C. Andersen)
- Vuggevise
- Danmarks Nød (tekst: Edvard Lembcke)
- Vort gamle land (tekst: E. Brasen)